# Потоцкий, Якуб (писарь польный коронный)
Якуб Потоцкий (1638 — 27 апреля 1671, Варшава) — польский военный и государственный деятель, стражник польный коронный (1662—1664), писарь польный коронный (1664—1671).

## Биография
Представитель польского магнатского рода Потоцких герба «Пилява». Старший сын гетмана великого коронного Николая Потоцкого (ок. 1593—1651) от второго брака с Эльжбетой Казановской, дочерью воеводы подольского и польного гетмана коронного Мартина Казановского (ок. 1566—1636). Братья — воевода брацлавский Пётр, староста нежинский Стефан, генеральный староста подольский Николай и надворный коронный подскарбий Доминик.
С 1664 года исполнял обязанности писаря польного коронного. Также ему принадлежали староства тлумацкое, хмельницкое и краснопольское.
Во время Шведского потопа Якуб Потоцкий командовал кавалерийским полком (ок. 500—600 всадников) в дивизии под командованием Стефана Чарнецкого. Участвовал в боях со шведами, в том числе под Варкой и Клецко.
После отречения от престола Яна II Казимира Вазы в 1668 году Якуб Потоцкий поддерживал французского принца «Великого Конде» в качестве претендента на престол Речи Посполитой. В 1669 году он был избран послом (депутатом) от Галицкой земли на элекционный сейм, где поддержал кандидатуру князя Михаила Корибута-Вишневецкого.
Скончался 27 апреля 1671 года в Варшаве. Был похоронен 4 января 1672 года в доминиканском костёле в Езуполе.
Не был женат. Его имущество разделил между собой братья Николай (Езуполь) и Доминик (Тысменица).